# 纤细风毛菊
纤细风毛菊（学名：[Saussurea graciliformis] 错误：{{Lang}}：文本有斜体标记（帮助））为菊科风毛菊属的植物，是中国的特有植物。分布在中国大陆的甘肃等地，生长于海拔2,200米至2,400米的地区，多生长于山坡岩石上，目前尚未由人工引种栽培。